# Agrotis vancouverensis
Agrotis vancouverensis är en fjärilsart som beskrevs av Augustus Radcliffe Grote 1873. Agrotis vancouverensis ingår i släktet Agrotis och familjen nattflyn. Inga underarter finns listade i Catalogue of Life.